# Thomas Salme
Thomas Harry Salme (geboren am 18. Februar 1969 in Stockholm) wurde wegen des Fliegens von Passagierflugzeugen ohne eine Berufspilotenlizenz verurteilt. Nachdem er von 1997 bis 2010 als Erster Offizier und Kapitän für mehrere internationale Fluggesellschaften gearbeitet hatte, wurde Salme im März 2010 auf dem Flughafen Amsterdam Schiphol verhaftet.

## Geschichte
1997 bewarb sich Salme, der als Wartungsingenieur bei SAS Airlines arbeitete und noch nie ein großes Flugzeug geflogen war, mit falschen Papieren und einer gefälschten Ausweisnummer bei der italienischen Fluggesellschaft Air One als Co-Pilot und wurde eingestellt. Das Fliegen von Passagierflugzeugen lernte er, indem er einen Flugsimulator am Stockholm Arlanda Flughafen benutzte, zu dem ihm ein Freund außerhalb der Öffnungszeiten den Zugang gewährte.
Im Jahr 1999 wurde er zum Kapitän befördert und arbeitete bis 2006 weiter für Air One. Danach wechselte er zu der türkischen und niederländischen Fluggesellschaft Corendon Airlines, wo er ein Jahr lang als Kapitän arbeitete, bevor ihm ein Vertrag bei der britischen Fluggesellschaft Jet2 angeboten wurde. Nach nur zehn Monaten entschied er sich, wieder für Corendon zu arbeiten, wo er weitere zwei Jahre lang regelmäßig Passagierflugzeuge flog. Thomas Salme sammelte 10.000 Flugstunden, während er ohne eine gültige Berufspilotenlizenz flog.
Salme wurde im März 2010 auf dem Flughafen Amsterdam Schiphol verhaftet, als er im Cockpit einer Boeing 737 von Corendon mit 101 Passagieren an Bord saß, nur wenige Minuten vor dem Abflug nach Ankara in der Türkei. Die Beamten, die durch einen Hinweis der schwedischen Behörden alarmiert worden waren, erklärten, der Mann habe früher eine Privatpilotenlizenz besessen, die jedoch abgelaufen sei und ihn nie für Passagierflüge qualifiziert habe. Daraufhin wurde er von einem niederländischen Gericht zu einer Geldstrafe von 2.000 Euro und einem 12-monatigen Flugverbot verurteilt, wobei der Antrag der Staatsanwaltschaft auf eine dreimonatige Haftstrafe auf Bewährung abgelehnt wurde.
Über seinen Anwalt sagte Salme, er habe keine Pläne, wieder zu fliegen. Über seine Erfahrungen hat er ein Buch auf Schwedisch geschrieben, En bluffpilots bekännelse („Bekenntnisse eines Betrugspiloten“), das 2012 im Verlag Norstedts förlag erschienen ist.
Nach der Analyse der Times trug Salmes Arbeitgeber „einen Teil der Schuld“ aufgrund seines „Laissez-faire-Ansatzes bei der Überprüfung des Hintergrunds“. Nach Angaben der Times und der South China Morning Post war dies einer von mehreren Skandalen um gefälschte Lebensläufe, in deren Folge Fluggesellschaften und andere Arbeitgeber ihre Überprüfungsverfahren in Bezug auf Lebenslaufangaben von Bewerbern verschärften. Corendon Airlines verschärfte nach diesem Skandal seine Überprüfungsverfahren für die Einstellung von Piloten.